# Cycloramphus bandeirensis
Cycloramphus bandeirensis är en groddjursart som beskrevs av Heyer 1983. Cycloramphus bandeirensis ingår i släktet Cycloramphus och familjen Cycloramphidae. IUCN kategoriserar arten globalt som otillräckligt studerad. Inga underarter finns listade i Catalogue of Life.